# Albina Tuzovová
Albina Bronislavovna Tuzovová (rusky Альбина Брониславовна Тузова; 1929 Čeremchovo, Ruská SFSR – 1984 Čeljabinsk, Ruská SFSR), provdaná Kočkinová (rusky Кочкина, Kočkina), byla sovětská rychlobruslařka.
Na velkých mezinárodních závodech startovala poprvé v roce 1961. Téhož roku vybojovala na Mistrovství světa stříbrnou medaili. O rok později, na světovém šampionátu 1962, získala další cenný kov, tentokrát bronz. Třetí byla toho roku i na sovětském mistrovství. V dalších letech se účastnila pouze domácích závodů, poslední start absolvovala v roce 1965.
Provdala se za rychlobruslařského trenéra Borise Kočkina.